# アサマ2000パーク
高峰マウンテンパークは、群馬県吾妻郡嬬恋村高峰高原にあるスキー場である。2000はベース標高1,880m、トップ標高2,050m。標高の高さによる良質な雪質と、国立公園内に位置する景観が魅力。
実際の所在地は群馬県吾妻郡嬬恋村であるが、群馬県側の道路の整備が遅れ、冬季は長野県側からのみのアクセスとなるため、所在地が長野県小諸市高峰高原と表記されることがある。全日本スキー連盟のプライズテストも長野県連の主管で実施される。
2022年、アサマ2000パークから高峰マウンテンパークへと改称。

## コース
以下の6コースがある。スノーボードは全面滑走可能。
STAGE1
初級者向け。400m。最大9°、平均8°。
ANTELOPE
中級者向け。300m。最大22°、平均15°。
STAGE2
上級者向け。500m。最大24°、平均20°。
STAGE3
中級者向け。700m。最大22°、平均16°。
PANORAMA
中級者向け。900m。最大22°、平均14°。
STAGE4
初級者向け。600m。最大20°、平均13°。

## リフト
2007-2008シーズンから
- 第1ペア (384m)
- 第2クワッド (463m)
- 第3ペア (693m)
- 第4ペア (589m)

2006-2007シーズンまで
- 第1（ANTELOPEコース脇にあったペアリフト。廃止,284m）
- 第2（現第2クワッド,ペアリフトからクワッドリフトに付け替え）
- 第6（現第3ペア）
- 第3（第6の脇に夏道上まであったシングルリフト。廃止,387m）
- 第4（現第4ペア）
- 第5（現第1ペア）

## スクール

### SAJ
SAJ公認 高峰高原スキースクールがある。

### JSBA
JSBA公認 アサマ2000スノーボードスクール、その後、同 岸正美スノーボードスクール アサマ2000校があったが、現在はJSBA高峰高原AZプロスノーボーディングスクールがある。

### そのほか
浅間山麓国際自然学校。

## 交通
- 上信越自動車道小諸ICから19km
- 東日本旅客鉄道北陸新幹線：佐久平駅からJRバス関東の路線バスで60分
- 東日本旅客鉄道小海線、しなの鉄道：小諸駅からJRバス関東の路線バス
- 高速バス（バスタ新宿・練馬駅－小諸駅・アサマ2000パーク）（JRバス関東が運行）

## 宿泊
- 直営の高峰マウンテンロッジ（旧チドリーホテル）のほか、近隣には高峰高原ホテルと高峰温泉がある。